# تيريل ليداي
تيريل ليداي (بالإنجليزية: Terrell Lyday)‏ مواليد 12 أغسطس 1979 في فريسنو، هو لاعب كرة سلة أمريكي معتزل. بدأ مسيرته الاحترافية في سنة 2001. يبلغ طوله 6 قدم 2 3⁄4 بوصة (1.9 م). اعتزل اللعب في 2013.

## المسيرة الاحترافية
لعب مع غلطة سراي لكرة السلة في الدوري التركي في موسم 2002–2003، ثم لعب مع شوليه باسكت في الدوري الفرنسي في موسم 2003–2004، ثم لعب مع أسفيل باسكت في موسم 2004–2005، ثم لعب مع تريفيزو لكرة السلة في الدوري الإيطالي في موسم 2006–2007، ثم لعب مع زينيت سانت بطرسبرغ في الدوري الروسي في موسم 2007–2008، ثم لعب مع نادي يونيكس قازان لكرة السلة من سنة 2008 إلى 2013.

## روابط خارجية
- تيريل ليداي على موقع الدوري الأوروبي لكرة السلة (الإنجليزية)
- تيريل ليداي على موقع كرة السلة الأوروبية.كوم (الإنجليزية)
- تيريل ليداي على موقع كلية كرة السلة في سبورتس رفرنس.كوم (الإنجليزية)
- تيريل ليداي على موقع ريلجم (الإنجليزية)
- تيريل ليداي على موقع بروبوليرز (الإنجليزية)
- تيريل ليداي على موقع سبورتس رفرنس (الإنجليزية)